# 林家鋒
林家鋒（1997年9月10日—）為台灣棒球選手，目前效力於中華職棒樂天桃猿，守備位置為捕手。於2020年季中選秀落選被樂天桃猿以自主培訓球員簽下。

## 經歷
- 高雄縣壽天國小少棒隊
- 高雄縣忠孝國中青少棒隊
- 高雄市高苑工商
- 臺中市國立臺灣體育運動大學棒球隊（富邦公牛）
- 新北市成棒隊（2019年－2020年）
- 中華職棒樂天桃猿自主培訓選手（2020年12月－2021年8月24日）
- 中華職棒樂天桃猿（2021年8月24日－2021年12月21日）[3]
- 中華職棒樂天桃猿訓練員（2021年12月21日－）

## 職棒生涯成績
| 年度 | 球隊     | 出賽 | 打數 | 安打 | 全壘打 | 打點 | 盜壘 | 四死 | 三振 | 壘打數 | 雙殺打 | 打擊率 | 上壘率 | 長打率 | OPS |
| ---- | -------- | ---- | ---- | ---- | ------ | ---- | ---- | ---- | ---- | ------ | ------ | ------ | ------ | ------ | --- |
| 2021 | 樂天桃猿 | －   | －   | －   | －     | －   | －   | －   | －   | －     | －     | －     | －     | －     | －  |
| 合計 | 1年      | －   | －   | －   | －     | －   | －   | －   | －   | －     | －     | －     | －     | －     | －  |